# Home Field Advantage
Albums de The High & Mighty
Air Force 1
(2002)
Singles
1. B-Boy Document '99
Sortie : 1999
2. Dick Starbuck "Porno Detective"
Sortie : 2000

Home Field Advantage est le premier album studio de The High & Mighty, sorti le 24 août 1999.
L'album est sorti sur le label indépendant du groupe, Eastern Conference Records, mais également avec le soutien non négligeable de Rawkus Records. Il est majoritairement produit par DJ Mighty Mi, DJ et producteur du groupe, mais on retrouve également The Alchemist et Reef. On trouve également des featurings de Pharoahe Monch, Defari, Evidence, Mad Skillz, Mos Def, Eminem, Kool Keith, ...

## Liste des titres
| No  | Titre                                                                                                | Contient un (des) sample(s) de | Durée |
| --- | --- | --- | ----- |
| 1.  | Tip Off Time (Produit par DJ Mighty Mi)                                                              | L'eroe Di Plastica de Tony Esposito | 1:30  |
| 2.  | Dirty Decibels (featuring Pharoahe Monch – Produit par DJ Mighty Mi)                                 | Hammerhead de Simon Haseley | 3:53  |
| 3.  | Top Prospects (featuring Defari et Evidence – Produit par The Alchemist)                             | Solstice de Brian Bennett Double Barrel de Dave & Ansel Collins                                                                                      | 3:45  |
| 4.  | Dick Starbuck "Porno Detective" (Produit par DJ Mighty Mi)                                           | Get This Thing Down des Olympic Runners | 3:44  |
| 5.  | B-Boy Document '99 (featuring Mad Skillz et Mos Def – Produit par DJ Mighty Mi)                      | Polarizer de Joe Thomas B-Boy Document des Krown Rulers Superappin' de Grandmaster Flash and The Furious Five                                        | 3:54  |
| 6.  | The Last Hit (featuring Eminem – Produit par DJ Mighty Mi)                                           | Never Seen Before d'EPMD | 4:19  |
| 7.  | Ay Yo (Skit)                                                                                         | | 0:26  |
| 8.  | Hot Spittable (Produit par DJ Mighty Mi)                                                             | | 4:05  |
| 9.  | The Meaning (Produit par DJ Mighty Mi)                                                               | Django du Modern Jazz Quartet Slow Down de Brand Nubian Stoned Is the Way of the Walk de Cypress Hill Ten Crack Commandments de The Notorious B.I.G. | 4:07  |
| 10. | In-Outs (featuring Cage – Produit par DJ Mighty Mi)                                                  | Night Moves de Frank McDonald et Chris Rae | 3:41  |
| 11. | Papers Please (Skit)                                                                                 | | 0:45  |
| 12. | Shaquan & Eon (featuring Mad Skillz – Produit par DJ Mighty Mi)                                      | | 3:58  |
| 13. | The Half (Produit par Reef)                                                                          | Irena's Theme de Giorgio Moroder | 3:56  |
| 14. | Hands on Experience Pt. II (featuring Bobbito, Kool Keith et What? What? – Produit par DJ Mighty Mi) | Ombilic Contact des Atomic Crocus | 5:01  |
| 15. | Weed (Produit par Reef)                                                                              | Chanting de Rasa | 3:30  |
| 16. | Newman (Skit)                                                                                        | | 1:12  |
| 17. | Open Mic Night Remix (featuring Thirstin Howl III et Wordsworth – Produit par The Alchemist)         | I'm Glad You're Mine d'Al Green It's Been a Long Time de Rakim                                                                                       | 3:41  |
| 18. | Mind, Soul and Body (Produit par DJ Mighty Mi)                                                       | Tell 'Em d'Erick Sermon featuring Keith Murray et Roz Woman to Woman de Joe Cocker                                                                   | 3:40  |
| 19. | Friendly Game Of Football (Produit par DJ Mighty Mi)                                                 | | 3:08  |

## Classements

### Album
| Année | Album                | Position      | Position               | Position        |
| Année | Album                | Billboard 200 | Top R&B/Hip-Hop Albums | Top Heatseekers |
| 1999  | Home Field Advantage | #193          | #45                    | #11             |

### Singles
| Année | Morceaux                        | Position          | Position              | Position       |
| Année | Morceaux                        | Billboard Hot 100 | Hot R&B/Hip-Hop Songs | Hot Rap Tracks |
| 1999  | B-Boy Document '99              | -                 | #63                   | #7             |
| 2000  | Dick Starbuck "Porno Detective" | -                 | -                     | #37            |